# Riu Montnegre
Riu Montnegre este o arie protejată (arie de protecție specială avifaunistică — SPA) din Spania întinsă pe o suprafață de 3.844,52 ha, integral pe uscat.

## Localizare
Centrul sitului Riu Montnegre este situat la coordonatele 38°28′44″N 0°31′26″W / 38.4789°N 0.5239°V.

## Înființare
Situl Riu Montnegre a fost declarat arie de protecție specială avifaunistică în iunie 2009 pentru a proteja 13 specii de animale.

## Biodiversitate
Situată în ecoregiunea mediteraneană, aria protejată conține 8 habitate naturale: Vegetație gipsofilă iberică (Gypsophiletalia), Pante stâncoase calcaroase cu vegetație casmofită, Pajiști carstice calcaroase sau bazofile, de Alysso-Sedion albi, Liziere de ierburi înalte hidrofile de câmpie și de nivel montan până la alpin, Pseudostepă cu ierburi și specii anuale de Thero-Brachypodietea, Tufărișuri termo-mediteraneene și de pre-deșert, Galerii și tufărișuri riverane sudice (Nerio-Tamaricetea și Securinegion tinctoriae), Tufărișuri halo-nitrofile (Pegano-Salsoletea).
La baza desemnării sitului se află mai multe specii protejate de  păsări (13): pescăruș albastru (Alcedo atthis), fâsă-de-câmp (Anthus campestris), buha (Bubo bubo), Bucanetes githagineus, ciocârlie-cu-degete-scurte (Calandrella brachydactyla), șerpar (Circaetus gallicus), șoim călător (Falco peregrinus), Galerida theklae, Hieraaetus fasciatus, ciocârlie de pădure (Lullula arborea), Oenanthe leucura, Pyrrhocorax pyrrhocorax, silvie de tufiș (Sylvia undata).